# Pantera Roz
Pantera Roz (în engleză: Pink Panther) este un personaj fictiv, ce a apărut pentru prima oară în secvențele de început și sfârșit ale fiecărui film artistic din seria cu nume identic. În povestea filmului original, "Pantera roz" reprezenta numele unui diamant roz valoros, iar la sfârșitul filmelor acest lucru a fost tradus în mod umoristic ca o panteră "adevărată".
Popularitatea personajului a dus la o franciză spin-off de desene cinematografice, mărfuri, o bandă desenată și seriale de televiziune. A apărut în 124 de filme scurtmetraj, patru seriale de televiziune și patru speciale de televiziune. Personajul este deseori asociat cu tema muzicală "The Pink Panther Theme" compusă de Henry Mancini.

## Istorie în media
Aparițiile panterei în filmele artistice, a cărui secvențe au fost făcute de Friz Freleng, a reprezentat un mare succes pentru audiență și studioul "United Artists", încât studioul l-a chemat pe Freleng și studioul său de pe atunci (DePatie-Freleng Enterprises) să semneze un contract pe mai mulți ani, pentru o serie de scurtmetraje animate cinematografice cu Pantera Roz. Aceasta a început în 1964, iar în aceste desene "Pantera" adesea se confruntă cu adversarul său, un omuleț alb și mustăcios, cunoscut ca "The Little Man" sau "Big Nose", ce reprezintă o caricatură a lui Friz Freleng. Dușmănia dintre cei doi era deseori provocată de Panteră, care îi perturbă liniștea și relaxarea omulețului cu tot ceea ce făcea aceasta. Primul film din această serie de animație a câștigat Premiul "Oscar" pentru cel mai bun scurt metraj de animație, iar următoarele desene au fost lansate cu mare succes.
Pantera Roz, de obicei, era mută și nu scotea nici un cuvânt (cu excepția a două scurtmetraje). Toate aceste desene au utilizat tema muzicală de jazz distinctivă pentru personaj, compusă de Henry Mancini cu scoruri adiționale de către Walter Greene sau William Lava.
La sfârșitul lui 1969, desenele cu Pantera Roz și-au făcut drum către canalul NBC sâmbăta dimineața, prin numele The Pink Panther Show. NBC-ul a adăugat o coloană de râsete desenelor originale, cu Marvin Miller adus ca narator din spatele camerei, care îi vorbea Panterei în cadrul secvențelor speciale între episoade. Această emisiune avea o introducere în acțiune pe viu, în care era arătat vehiculul denumit "Pantermobil".
Scurtmetrajele făcute după 1969 au fost produse atât pentru televiziune, cât și pentru cinematografe, de obicei apărând, mai întâi, la televizor. O serie de seriale înrudite i s-au alăturat Panterei Roz pe ecranele cinematografice și undele radio, printre care: Furnica și Furnicarul ("The Ant and the Aardvark"), Broaștele din Tijuana ("The Tijuana Toads"), Hoot Kloot, Roland și Rattfink și Misterjaw. Mai era, de asemenea, o serie de scurt-metraje animate denumită Inspectorul ("The Inspector"), cu personajul principal inspirat după inspectorul Clouseau, alături de partenerul său, sergentul Deux-Deux, pe care inspectorul îl corectează mai tot timpul.
În 1971, compania "Gold Key Comics" a lansat o bandă desenată cu Pantera Roz, cu ilustrare de către Warren Tufts. Acest volum de benzi a avut 87 de numere și a încetat odată cu închiderea lui "Gold Key" în 1984. Seria derivată din aceasta cu Inspectorul (tot de către "Gold Key") a avut 19 numere, din 1974 până în 1978.
În 1976, serialul de jumătate de oră a fost refăcut într-un format de 90 de minute, denumit The Pink Panther Laugh and a Half Hour and a Half Show. Această versiune a conținut o secvență în acțiune reală, în care gazda emisiunii, comediantul Lenny Schultz, citește scrisori și glume din partea telespectatorilor. Această versiune a eșuat și a fost schimbată la loc cu cea de jumătate de oră, în 1977.
În 1978, Pantera Roz s-a mutat la ABC și s-a redenumit The All New Pink Panther Show, iar aceasta a durat doar un sezon. În cadrul acesteia s-au produs 32 de desene noi cu Pantera Roz, care au fost ulterior lansate în cinematografe de "United Artists".
În timpul ultimilor ani de cinematograf ai Panterei, echipa DePatie-Freleng a produs o serie de trei filme de televiziune pentru ABC, care ulterior au fost lansate pe DVD în noiembrie 2007, de către MGM și "20th Century Fox".
În 1984 a fost produs un nou serial animat pentru sâmbetele dimineața, intitulată "Pink Panther and Sons". Această versiune (produsă de "Hanna-Barbera") o arată pe Pantera încă mută ca tată a doi fii vorbăreți, Pinky și Panky. Deși popular, criticii s-au plâns că nu a fost suficient timp pentru Pantera Roz ca să mențină interesul în cadrul a 30 de minute întregi.
O nouă serie de desene animate a început în 1993, cu titlul simplu The Pink Panther. Acestea au fost produse de "Metro-Goldwyn-Mayer Animation", iar aici, Pantera Roz vorbește, în sfârșit, pe durata întregului episod, cu vocea lui Matt Frewer. Nu ca scurt-metrajele originale, nu toate titlurile episoadelor conțin cuvântul "pink" (roz), deși multe, în schimb, aveau cuvântul "panteră". Impresionistul John Byner s-a întors să îi joace pe "Furnica și Furnicarul".
În iulie 2007, compania "Metro-Goldwyn-Mayer" și studioul de animație "Rubicon" au început coproducția serialului animat Pantera Roz și prietenii săi ("Pink Panther and Pals"), care îi arată pe Pantera Roz alături de Furnica și Furnicarul ca adolescenți. Serialul de 26 de episoade a început în lumea întreagă în primăvara lui 2010, pe "Cartoon Network", iar în România s-a difuzat pe "Boomerang" (acum "Cartoonito"), din 11 septembrie 2010. Pe 7 decembrie 2011, un nou film special de sărbători de 22 de minute, intitulat Un Crăciun roz ("A Very Pink Christmas"), ce o are în distribuție pe Panteră în versiunea sa clasică, s-a difuzat pe "ABC Family".

## Despre personaj
Personajul reprezintă o panteră antropomorfică, de culoare roz. Șic, curios și încrezător, Pantera Roz nu se exprimă prin cuvinte. Comunică prin expresiile feței și oricine își poate da seama ce gândește. E mândru că e roz, iar asta nu-l împiedică să fie cât se poate de masculin și încrezător.

## Filmografie

### Seriale de televiziune
- The Pink Panther Show (1969–1980)
- Pink Panther and Sons (1984–1986)
- Pantera Roz ("The Pink Panther") (1993–1996)
- Pantera Roz și prietenii săi ("Pink Panther and Pals") (2010)

### Filme de televiziune
- The Pink Panther in: A Pink Christmas (1978)
- The Pink Panther in: Olym-Pinks (1980)
- The Pink Panther in: Pink at First Sight (1981)
- Un Crăciun roz ("A Very Pink Christmas") (2011)

## Jocuri video
Personajul a apărut de asemenea în diverse jocuri video și pentru computer:
- The Pink Panther (1983)
- Pink Goes to Hollywood (1993) (pentru Sega Genesis și Super NES)
- The Pink Panther: Passport to Peril (1996)
- The Pink Panther: Hokus Pokus Pink (1997)
- The Pink Panther: Pinkadelic Pursuit (2003) (pentru PlayStation și Game Boy Advance)
- Pink Panther's Epic Adventure (2015) (pentru iOS și Android)

## Legături externe
- Pantera Roz la Internet Movie Database
- Pantera Roz la TV.com